# Vermivora bachmanii
Vermivora bachmanii é uma espécie de ave passeriforme que está provavelmente extinta. O último avistamento (não confirmado) foi feito em agosto de 1988 na Luisiana. Era uma ave migratória que nidificava no sul dos Estados Unidos e passava o inverno em Cuba. Foi descrita cientificamente por John James Audubon em 1833.